# Cantó de Lyons-la-Forêt
El cantó de Lyons-la-Forêt és un cantó francès del departament de l'Eure, situat al districte de Les Andelys. Té 13 municipis i el cap es Lyons-la-Forêt.

## Municipis
- Beauficel-en-Lyons
- Bézu-la-Forêt
- Bosquentin
- Fleury-la-Forêt
- Les Hogues
- Lilly
- Lisors
- Lorleau
- Lyons-la-Forêt
- Rosay-sur-Lieure
- Touffreville
- Le Tronquay
- Vascœuil

## Història
| Data d'elecció                           | Identitat        | Partit                        | Qualitat |
| ---------------------------------------- | ---------------- | ----------------------------- | -------- |
| 1945-1964                                | Edgar Sizaire    | RGR                           |          |
| 1964-2008                                | Henri Collard    | UNR, després UDF, després UMP |          |
| 2008-                                    | Thierry Plouvier | UMP                           |          |
| les dades anteriors no són pas conegudes |                  |                               |          |
|                                          |                  |                               |          |

## Demografia
| A partir de 1990: Població sense dobles comptes |